# Admir Mehmedi
Admir Mehmedi (* 16. März 1991 in Gostivar, SFR Jugoslawien) ist ein ehemaliger Schweizer Fussballspieler.

## Karriere

### Vereine
Admir Mehmedi, der als Stürmer eingesetzt wurde, spielte ein Jahr in der Jugend der AC Bellinzona, danach folgte der Wechsel zum FC Winterthur.

#### FC Zürich
2006 wechselte er vom FC Winterthur in die Nachwuchsabteilung des FC Zürich. 2008 kam er unter Cheftrainer Bernard Challandes zu einigen Teileinsätzen im A-Kader, bei denen er zwei Tore erzielen konnte. Zudem wurde Mehmedi, mit elf Liga-Einsätzen in der Saison 2008/09, Schweizer Meister. Während der Saison 2010/11 wurde er Stammspieler beim FCZ und schoss in 33 nationalen sowie auch internationalen Spielen zehn Tore.
Einer seiner Karrierehöhepunkte war der Gewinn des Blue Stars/FIFA Youth Cup Anfang Mai 2008. Nach einem 0:2-Rückstand gegen den Nachwuchs des FC Basel erzielte Mehmedi alle drei Tore zum 3:2-Sieg.

#### Dynamo Kiew
Am 6. Januar 2012 gab der FC Zürich auf seiner Website bekannt, dass Mehmedi den Verein per sofort in Richtung Kiew verlassen habe. Er unterschrieb beim ukrainischen Verein Dynamo Kiew einen Vertrag bis 2016. Über die Ablösesumme wurde von beiden Vereinen Stillschweigen vereinbart.
Bereits am ersten Spieltag der Rückrunde der Premjer-Liha 2011/12 gab er am 4. März 2012 sein Debüt in der Startaufstellung gegen Arsenal Kiew (1:0). Sein erstes Tor erzielte Mehmedi bei seinem zweiten Einsatz gegen Krywyj Rih, als er das Tor zum 3:0-Endstand schoss.

#### SC Freiburg
Am 9. Juli 2013 gab Dynamo Kiew bekannt, dass Mehmedi für eine Saison an den SC Freiburg ausgeliehen werde. Nach Ablauf der Frist besassen die Breisgauer eine Kaufoption für den Schweizer. Am 3. Spieltag, in der 90. Minute, sah der Schweizer seine erste Rote Karte in der Bundesliga. Nach einer starken Saison, in der Mehmedi in 32 Ligaspielen zwölf Treffer erzielte und somit massgeblichen Anteil am Klassenerhalt hatte, wurde Mehmedi fest verpflichtet.

#### Bayer 04 Leverkusen
Nach dem Abstieg des SC Freiburg in die 2. Bundesliga wechselte Mehmedi zur Saison 2015/16 zu Bayer 04 Leverkusen. Er unterschrieb bei der Werkself einen Vierjahresvertrag bis zum 30. Juni 2019. Sein Pflichtspieldebüt für Leverkusen gab er am 8. August 2015 in der ersten Runde des DFB-Pokals bei den Sportfreunden Lotte, in der er das zwischenzeitliche 2:0 durch Hakan Çalhanoğlu vorbereitete. Auch eine Woche später bei seinem ersten Ligaspiel für Leverkusen konnte er einen Scorerpunkt für sich verbuchen, als er den Siegtreffer zum 2:1 durch Julian Brandt gegen die TSG 1899 Hoffenheim vorbereitete. In elf Champions-League-Spielen für Bayer 04 Leverkusen erzielte Mehmedi fünf Tore.

#### VfL Wolfsburg
Am 31. Januar 2018 einigten sich die Ligakonkurrenten Bayer 04 Leverkusen und VfL Wolfsburg auf einen sofortigen Transfer Mehmedis nach Niedersachsen. Er erhielt dort einen Vertrag, der bis Ende Juni 2022 datiert war. Das erste Tor für seinen neuen Verein gelang ihm bei der 1:2-Niederlage gegen seinen vorherigen Verein Bayer 04 Leverkusen am 3. März 2018. Bis Januar 2022 brachte es Mehmedi auf 84 Pflichtspiele und 13 Tore für die Wölfe.

#### Antalyaspor
Am 16. Januar 2022 verkündete der VfL Wolfsburg den Wechsel Mehmedis zu Antalyaspor in die türkische Süper Lig, wo er bereits einen Tag zuvor mit Sondergenehmigung sein Debüt beim 1:1 gegen Fenerbahçe Istanbul gab.
Im August 2023 gab er sein Karriereende bekannt.

### Nationalmannschaften

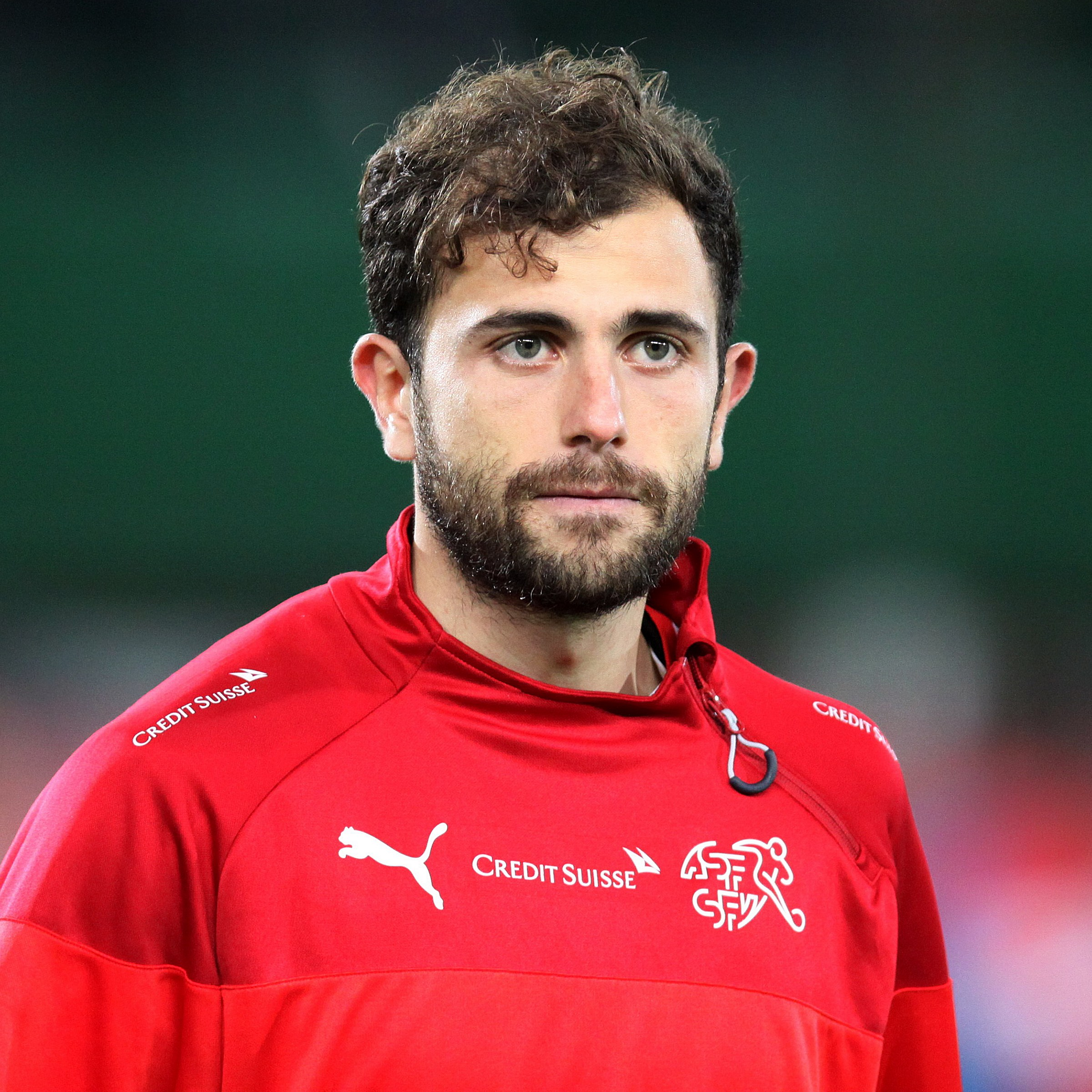
Admir Mehmedi im Trikot der Nationalmannschaft (2015)

Nach zahlreichen Einsätzen in der U-17- bzw. U-21-Nationalmannschaft der Schweiz wurde er im Mai 2011 erstmals für die A-Nationalmannschaft aufgeboten und hatte am 4. Juni 2011 seinen ersten Einsatz mit der Schweizer Nationalmannschaft im EM-Qualifikationsspiel gegen England (2:2).
Mit der Schweizer U-21-Nationalmannschaft hatte er sich im Jahr zuvor für die U-21-EM 2011 qualifizieren können. Im Mai 2011 wurde er von U-21-Nationaltrainer Pierluigi Tami für das vorläufige und später auch das endgültige Kader nominiert. Mehmedi kam in zwei Gruppenspielen zum Einsatz. Gegen Belarus erzielte er zwei Treffer. Im Halbfinal gegen Tschechien schoss Mehmedi in der 114. Minute den 1:0-Siegtreffer, womit die Schweiz im Final stand. Dieses verlor man jedoch mit 0:2 gegen Spanien.
Mit der A-Nationalmannschaft qualifizierte sich Mehmedi für die WM 2014 in Brasilien, wo die Schweiz in der Gruppenphase auf Frankreich, Ecuador und Honduras traf. Beim 2:1-Sieg gegen Ecuador erzielte er in der 48. Minute per Kopf das zwischenzeitliche 1:1, wobei er erst zur zweiten Halbzeit für Valentin Stocker eingewechselt worden war. Die Schweiz schied im Achtelfinal gegen Argentinien mit einer 0:1-Niederlage nach Verlängerung aus. Mehmedi stand dabei in der Startaufstellung und wurde in der 116. Minute gegen Blerim Džemaili ausgewechselt.
Für die EM 2016 in Frankreich wurde Mehmedi in das Aufgebot der Schweiz aufgenommen. Er wurde in allen vier Spielen der Schweiz – die nach dem Achtelfinal aus dem Turnier schied – von Beginn an aufgeboten, absolvierte jedoch nur eine Partie über die volle Distanz. Im zweiten Gruppenspiel gegen Rumänien – das 1:1 endete – erzielte er den Ausgleichstreffer und wurde so zum ersten Schweizer Fussballspieler, dem es gelang, sowohl bei einer EM- als auch bei einer WM-Endrunde mindestens einmal zu treffen.
Für die Europameisterschaft 2021 wurde er ins Nati-Kader berufen.

## Erfolge
Als Vereinsspieler
Mit dem FC Zürich:
- Blue Stars/FIFA Youth Cup: 2008
- Schweizer Meister: 2009
- Axpo Super League Schweizer Vizemeister: 2011

Als Nationalspieler
Mit der U-21 der Schweiz:
- Zweiter der U-21-Europameisterschaft 2011

## Sonstiges
Mehmedi wurde im März 1991 in eine albanischstämmige Familie in der jugoslawischen Teilrepublik Mazedonien geboren, welche rund ein halbes Jahr später unabhängig wurde. 1993 wanderte er mit seiner Mutter und seinem älteren Bruder in die Schweiz aus und liess sich in Bellinzona nieder, wobei man dem Vater folgte, der zuvor bereits im Tessin als Pizzabäcker gearbeitet hatte, weil er in seiner Heimat wirtschaftlich keine Perspektive gesehen habe. Später zog die Familie weiter nach Winterthur.
Mehmedi besuchte ein Sportinternat und absolvierte eine Ausbildung zum kaufmännischen Angestellten in Zürich. Im Juli 2016 heiratete er seine Lebensgefährtin in Gostivar. Beide sind Eltern eines im Mai 2017 geborenen Sohnes. Nach eigenen Angaben spricht Mehmedi neben Deutsch, Italienisch und Albanisch auch Englisch und Französisch.
Im Juli 2024 wurde Mehmedi TV-Experte bei blue Sport.